# Isole Essequibo-Demerara Occidentale
Isole Essequibo-Demerara Occidentale (Regione 3) è una regione della Guyana, divisa in due dal fiume Essequibo. Confina con l'Oceano Atlantico a nord, la regione di Demerara-Mahaica a est, la regione di Alto Demerara-Berbice a sud e le regioni di Cuyuni-Mazaruni e Pomeroon-Supenaam a ovest. La regione a ovest del fiume è in disputa con il Venezuela in quanto parte della Guayana Esequiba.
La regione ospita le città di Parika, Schoon Ord e Uitvlugt. Vi sono alcune isole nella foce del fiume Essequibo, tra cui Hog Island, Wakenaam e Leguan. Il centro amministrativo si trova nella città di Vreed en Hoop.
La popolazione nella regione contava 107.416 persone secondo il censimento ufficiale del 2012.
- 2012 : 107.416
- 2002 : 103.061
- 1991 : 95.975
- 1980 : 104.750